# Friedrich Hirzebruch

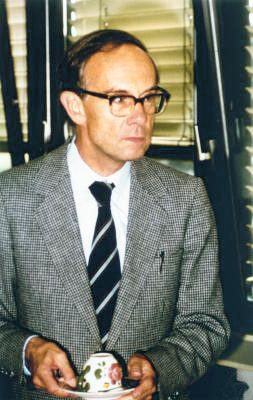
Friedrich Hirzebruch bei der DMV-Jahrestagung 1980 in Dortmund

Friedrich Ernst Peter Hirzebruch, auch Friedrich E. P. Hirzebruch oder Fritz Hirzebruch, (* 17. Oktober 1927 in Hamm; † 27. Mai 2012 in Bonn) war ein deutscher Mathematiker.
Bekannt ist Hirzebruch sowohl für seine wegbereitenden Arbeiten in der modernen algebraischen Geometrie unter Anwendung topologischer Methoden als auch als Wissenschaftsorganisator, der sich an führender Stelle um die internationale Verflechtung der deutschen Mathematiker nach dem Zweiten Weltkrieg verdient gemacht hat.

## Leben
Friedrich Hirzebruch war das älteste von vier Kindern des Mathematiklehrers Fritz Hirzebruch und von Martha Holtschmidt. Im Zweiten Weltkrieg war er Flakhelfer und er wurde noch im März 1945 als Soldat eingezogen, wonach er kurz in Kriegsgefangenschaft auf den Rheinwiesen bei Remagen war. Er studierte von 1945 bis 1950 Mathematik, Physik und Mathematische Logik an der Westfälischen Wilhelms-Universität in Münster (bei Heinrich Behnke und Karl Stein) und an der Eidgenössischen Technischen Hochschule Zürich (1949/50) (bei Heinz Hopf). Er wurde 1950 bei Heinrich Behnke und Heinz Hopf (Anreger der Dissertation) mit der Arbeit Über vierdimensionale Riemannsche Flächen mehrdeutiger analytischer Funktionen von zwei komplexen Veränderlichen (erschienen in den Mathematischen Annalen 1951, 1953) zum Dr. rer. nat. promoviert. Er war zunächst Wissenschaftlicher Assistent am Mathematischen Institut der Universität Erlangen bei Otto Haupt und Georg Nöbeling. Von 1952 bis 1954 arbeitete er am Institute for Advanced Study in Princeton, wo er besonders mit Kunihiko Kodaira zusammenarbeitete, sowie mit Donald Spencer, Raoul Bott und Armand Borel. Dort machte er durch den Satz von Hirzebruch-Riemann-Roch (und als Vorbereitung dazu seinen Signatursatz) international auf sich aufmerksam (Jean-Pierre Serre trug darüber im Séminaire Nicolas Bourbaki vor und Hirzebruch selbst auf dem Internationalen Mathematikerkongress in Amsterdam 1954). 1955 habilitierte er sich für Mathematik in Münster mit der später als Buch erschienenen Schrift Neue topologische Methoden in der algebraischen Geometrie.
Nach einer Assistenzprofessur an der Princeton University, USA, in den Jahren 1955/1956 erhielt er einen Ruf auf eine Professur an die Rheinische Friedrich-Wilhelms-Universität Bonn (einem eigens neu geschaffenen Lehrstuhl für Mathematik neben dem von Ernst Peschl und Wolfgang Krull), wo er bis zu seiner Emeritierung 1993 lehrte. Rufe unter anderem nach Göttingen, Chicago, ans MIT, nach München, Berlin, Zürich, Princeton, Berkeley und Heidelberg lehnte er ab. Er baute Bonn zu einem führenden mathematischen Zentrum in Deutschland aus und begann 1957 mit den international angesehenen jährlichen Bonner „Arbeitstagungen“. Er war Gastprofessor an der University of California, Berkeley, Harvard University, University of Pennsylvania, Mathematical Sciences Research Institute (Berkeley), Collège de France (Paris), Institut des Hautes Etudes Scientifiques (Bures-sur-Yvette), Universität Oxford, Universität von Amsterdam, Universität Kabul, Chinesische Akademie der Wissenschaften Peking, Universität Kyōto, Instituto de Matemática Pura e Aplicada Rio de Janeiro.

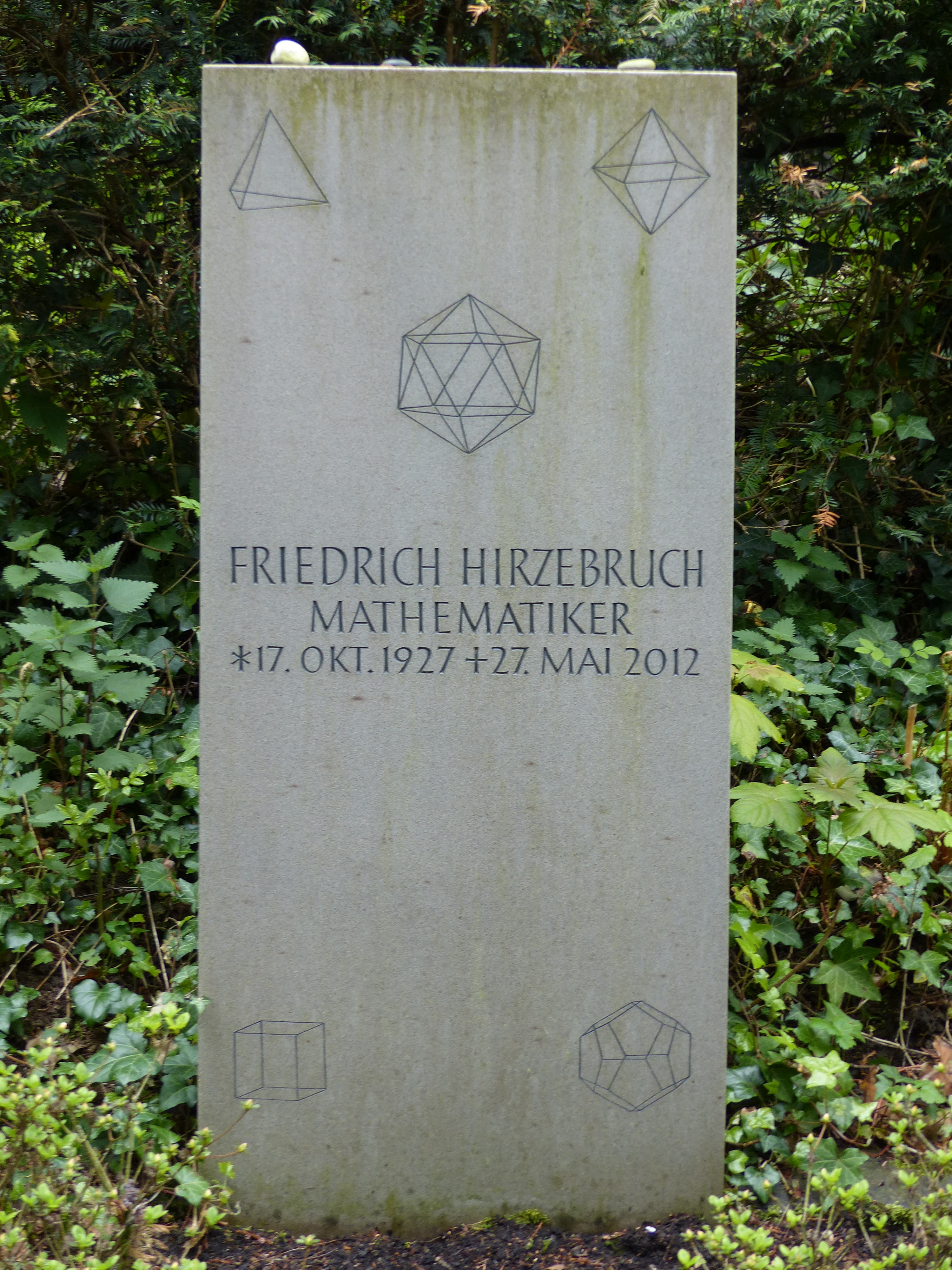
Grabstein auf dem Poppelsdorfer Friedhof

Er ist Gründungsdirektor des Max-Planck-Instituts für Mathematik in Bonn, das 1980 aus dem 1969 von ihm gegründeten Sonderforschungsbereich Theoretische Mathematik an der Universität Bonn hervorging. Er leitete das Institut von 1981 bis 1995 und war bis 1995 einziger Direktor am Institut. Zudem war er Präsident der Deutschen Mathematiker-Vereinigung 1961/1962 und 1990, Präsident der European Mathematical Society (EMS) von 1990 bis 1994 sowie Vorsitzender des wissenschaftlichen Rates des Internationalen Banach-Zentrums für Mathematik von 1993 bis 2002. Er hatte über 50 Doktoranden.
Friedrich Hirzebruch war seit 1952 mit Ingeborg Spitzley (1925–2021) verheiratet und hatte drei Kinder. Seine Tochter Ulrike Schmickler-Hirzebruch ist beim Springer Verlag Lektorin für Mathematik, seine Tochter Barbara Hirsch (geb. Hirzebuch) ist Mathematiklehrerin, und sein Sohn Michael Hirzebruch ist Arzt.
Hirzebruch wurde auf dem Poppelsdorfer Friedhof in Bonn beigesetzt. Auf seinem Grabstein befinden sich Abbildungen der fünf Platonischen Körper, wobei das Ikosaeder, das auch als Signet des Max-Planck-Instituts für Mathematik dient, im Zentrum steht. Aufgrund ihrer vielfältigen Querverbindungen gehörten die fünf Körper zu Hirzebruchs Lieblingsobjekten in der Mathematik.

## Wirken

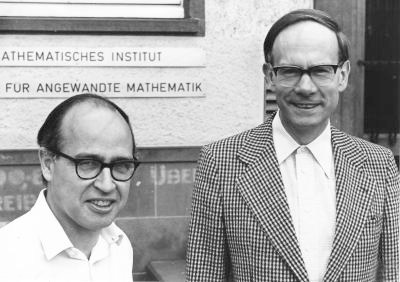
Friedrich Hirzebruch (rechts) gemeinsam mit Michael Atiyah, mit dem er mehrfach zusammenarbeitete. (1977)

Hirzebruch forschte insbesondere auf den Gebieten der algebraischen Geometrie, Topologie, Zahlentheorie und Singularitätentheorie. Sein Werk Neue topologische Methoden in der algebraischen Geometrie, zwischen 1956 und 1995 in mehreren Auflagen erschienen und ins Englische, Japanische und Russische übersetzt, ist ein Standardwerk. Mit dem nach ihm benannten Satz von Hirzebruch-Riemann-Roch, der eine der wichtigsten Entwicklungen der modernen Mathematik einleitete, legte er 1954 die Basis für sein international hohes Ansehen. Das Theorem setzt das arithmetische Geschlecht (definiert als alternierende Summe der Dimensionen der Kohomologiegruppen der Garbe der Schnitte eines unitären Vektorbündels) mit der Todd-Klasse gleich. Es wurde in den 1950er Jahren von Hirzebruch noch mit Kobordismentheorie bewiesen (wozu er sich mit René Thom austauschte). Er bewies dazu zunächst seinen Signatursatz (Princeton, 1953) als Vorbereitung. Heute benutzt man den Atiyah-Singer-Indexsatz, der dieses ganze Gebiet vereinheitlichte. Mit Armand Borel gab er mit seiner Verallgemeinerung des Riemann-Roch-Satzes eine neue Interpretation von Weyls Charakterformeln für Liegruppen. In den 1960er Jahren begründete er mit Michael Atiyah die topologische K-Theorie, eine Kohomologietheorie mit Vektorbündeln (in dem Buch Ebbinghaus u. a. Zahlen gibt er ein Beispiel für deren Anwendung auf die Klassifikation von Divisionsalgebren). In den 1970er Jahren untersuchte er u. a. algebraische Flächen wie die Hilbertschen Modulflächen. Ein weiteres Arbeitsgebiet war besonders in den 1960er Jahren die Topologie von Singularitäten (exotische Sphären usw.), ein Gebiet, auf dem auch sein Student Egbert Brieskorn in den 1960er Jahren bedeutende Ergebnisse erzielte.
Ein von Hirzebruch 1954 gestelltes Problem zur Topologie algebraischer Varietäten wurde 2009 von Dieter Kotschick gelöst.
Friedrich Hirzebruch kreierte die „Mathematische Arbeitstagung“, die seit 1957 die internationale Mathematiker-Elite an der Bonner Universität versammelt. Auf der ersten Arbeitstagung 1957 waren Alexander Grothendieck, Michael Atiyah, Hans Grauert, Nicolaas Kuiper und Jacques Tits. Der von ihm aufgebaute Sonderforschungsbereich (SFB) „Theoretische Mathematik“ erlangte internationales Ansehen und bestand 1969 bis 1985. Besondere Anerkennung verdiente er sich durch den Aufbau des Max-Planck-Instituts für Mathematik in Bonn, das Anfang der 1980er Jahre aus dem SFB hervorging.
1958 hielt er einen Plenarvortrag auf dem Internationalen Mathematikerkongress in Edinburgh (Komplexe Mannigfaltigkeiten).
Zu seinen Doktoranden zählen u. a. Don Zagier, Friedhelm Waldhausen, Egbert Brieskorn, Klaus Jänich, Detlef Gromoll, Klaus Lamotke, Winfried Scharlau, Matthias Kreck, Lothar Göttsche und Bernhelm Booß-Bavnbek.
Viele seiner Bücher, Aufsätze und Vorträge zeichnet ein besonderes pädagogisches Geschick aus.

## Ehrungen und Auszeichnungen
Hirzebruch erhielt zahlreiche nationale und internationale Auszeichnungen und Ehrendoktorate der Universitäten von Warwick (1980), Göttingen (1982), Oxford (1984), Wuppertal (1987), Notre Dame (1989), Trinity College, Dublin (1992), Athen (1993), Potsdam (1995), Konstanz (1999) und Augsburg (2007). Er war Mitglied der Deutschen Akademie der Naturforscher Leopoldina zu Halle, der Bayerischen Akademie der Wissenschaften, der Nordrhein-Westfälischen Akademie der Wissenschaften und der Künste zu Düsseldorf, der Akademie der Wissenschaften und der Literatur zu Mainz, der Heidelberger Akademie der Wissenschaften, der Akademie der Wissenschaften zu Göttingen, der Sächsischen Akademie der Wissenschaften sowie der Berlin-Brandenburgischen Akademie der Wissenschaften, der Wissenschaftsakademien in den Niederlanden, der Ukraine, Russland, Frankreich, Großbritannien, Polen und Irland sowie der Academia Europaea. Er war ferner Ehrenmitglied der Österreichischen Akademie der Wissenschaften, der National Academy of Sciences (1986) und der American Academy of Arts and Sciences (1992).
- 1975: Ehrenmitglied der London Mathematical Society[10]
- 1988: Wolf-Preis für Mathematik
- 1991: Aufnahme in den Orden Pour le Mérite für Wissenschaften und Künste
- 1992: Ehrenmitglied der DMV
- 1993: Großes Verdienstkreuz des Verdienstordens der Bundesrepublik Deutschland mit Stern
- 1996: Seki-Takakazu-Preis (Goldmedaille) der Japanischen Mathematischen Gesellschaft[11]
- 1996: Orden des Heiligen Schatzes, goldene und silberne Strahlen[12]
- 1997: Lomonossow-Goldmedaille der Russischen Akademie der Wissenschaften und die Cothenius-Medaille
- 1999: Albert-Einstein-Medaille und die Stefan-Banach-Medaille
- 2000: Alfried-Krupp-Wissenschaftspreis
- 2002: Helmholtz-Medaille der Berlin-Brandenburgischen Akademie der Wissenschaften
- 2003/04 war er im ersten Abel-Preis-Komitee.[13]
- 2004: Georg-Cantor-Medaille der Deutschen Mathematiker-Vereinigung
- 2006: Ehrendoktorwürde der Rumänischen Akademie

1962 und 1990 war er Präsident der Deutschen Mathematiker-Vereinigung.
Hirzebruch war 1958 in der Auswahl für die Fields-Medaille in der ersten Runde der Top-Kandidat von 38 (von fünf Komiteemitgliedern vorgeschlagen). Der Vorsitzende des Komitees Heinz Hopf schloss ihn aber aus, da er jüngst Professor an einer prestigeträchtigen Universität geworden war und nach Hopfs Ansicht keine weitere Förderung benötigte.
Die Studienstiftung des deutschen Volkes vergibt jährlich den nach Hirzebruch benannten Promotionspreis für Mathematik, Natur- und Ingenieurwissenschaften.

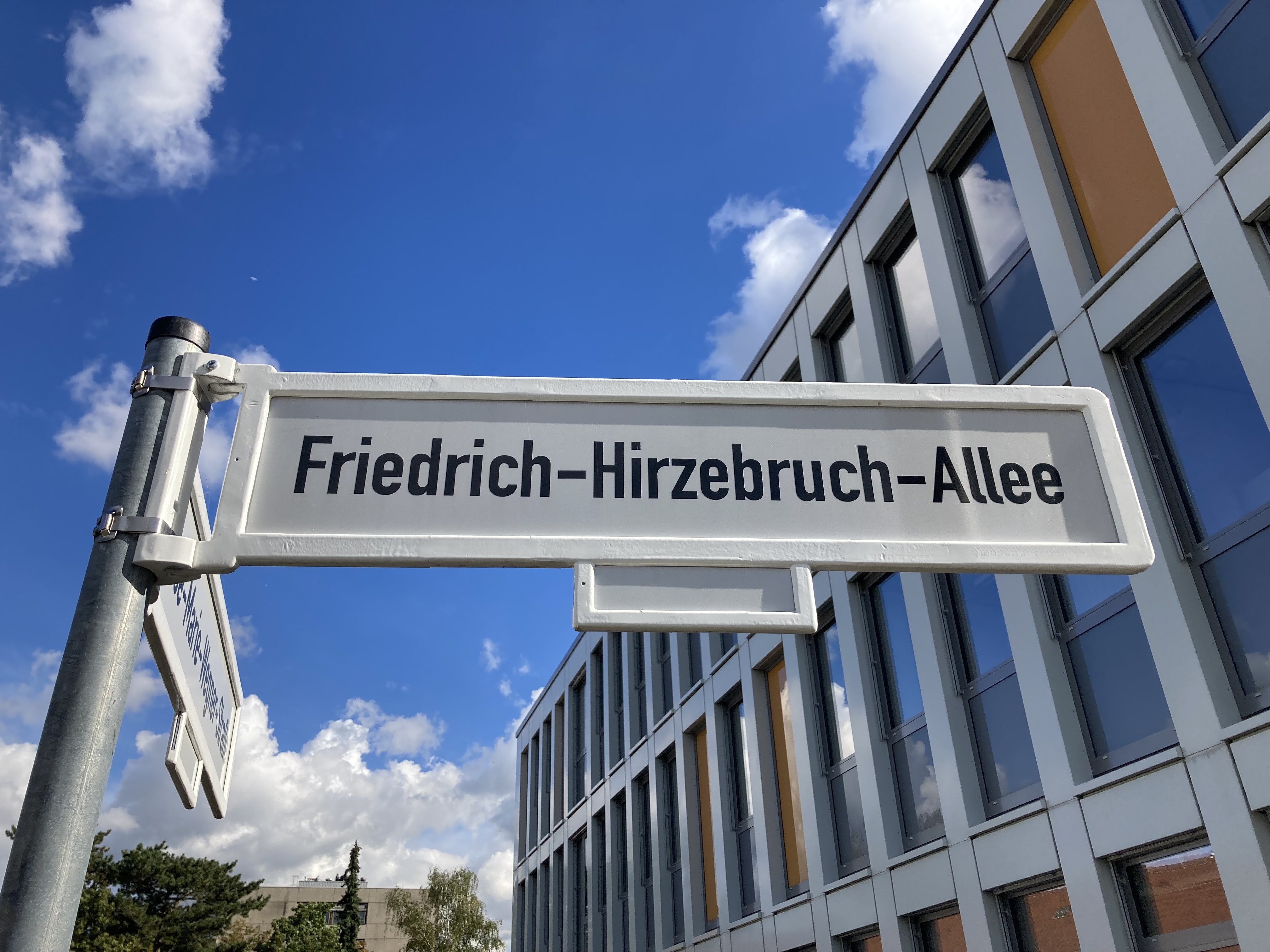
Straßenschild der Friedrich-Hirzebruch-Allee

2019 wurde auf dem neuen Campus Poppelsdorf der Universität Bonn eine Straße nach Hirzebruch benannt.

## Schriften (Auswahl)
- Gesammelte Abhandlungen, 2 Bände, Springer Verlag 1987
- Neue topologische Methoden in der algebraischen Geometrie, Springer-Verlag 1956, 1962. Englisch: Topological Methods in Algebraic Geometry. Springer-Verlag 1978, ISBN 3-540-03525-7.
- mit Günter Scheja: Garben- und Cohomologie-Theorie. Aschendorff 1957.
- mit Karl Heinz Mayer: {\displaystyle O(n)}-Mannigfaltigkeiten, exotische Sphären und Singularitäten. Springer-Verlag 1968, ISBN 978-3-540-04227-3.
- mit Winfried Scharlau: Einführung in die Funktionalanalysis. BI, Mannheim 1971, ISBN 978-3-411-00296-2, online in der Hirzebruch Collection.
- Hirzebruch zu Kodaira und seiner eigenen Arbeit in Princeton 1952–54, Notices AMS 1998, pdf, englisch
- Über die quaternionalen projektiven Räume. C. H. Beck 1968, ISBN 3-7696-4378-X.
- mit Peter Hilton, Reinhold Remmert: Miscellanea mathematica. Springer 1991, ISBN 3-540-54174-8.
- mit Heinz-Dieter Ebbinghaus, Hans Hermes u. a.: Zahlen. Springer-Verlag, Berlin 3. Aufl. 1992, ISBN 3-540-55654-0, doi:10.1007/978-3-642-58155-7
- mit Gottfried Barthel und Thomas Höfer: Geradenkonfigurationen und Algebraische Flächen. Vieweg 1997, ISBN 3-528-08907-5.
- mit Gerd Fischer, Winfried Scharlau (Hrsg.): Ein Jahrhundert Mathematik 1890–1990. Festschrift zum Jubiläum der DMV. Vieweg 1997, ISBN 3-528-06326-2, doi:10.1007/978-3-322-80265-1
- mit Ciro Ciliberto, Rick Miranda, Mina Teicher: Applications of Algebraic Geometry to Coding Theory, Physics and Computation. Springer-Verlag 2001, ISBN 978-1-4020-0004-1.
- mit S. Koh und W. Neumann: Differentiable manifolds and quadratic forms. 1971, ISBN 978-0-8247-1309-6.
- mit Don Zagier: The Atiyah-Singer Theorem and Elementary Number Theory. Publish or Perish, 1974, ISBN 978-0-914098-12-6.
- mit Don Zagier:  Classification of Hilbert modular surfaces. In: W. L. Baily, T. Shioda (Hrsg.): Complex analysis and algebraic geometry. Cambridge University Press, 1977, S. 43–77, Online.
- mit Gerard van der Geer: Lectures on Hilbert modular surfaces. Montreal, 1981, ISBN 978-2-7606-0562-6.
- mit Thomas Berger und Rainer Jung: Manifolds and Modular forms. Vieweg 1992, ISBN 3-528-06414-5, doi:10.1007/978-3-663-14045-0
- Learning complex analysis in Münster-Paris, Zürich and Princeton from 1945 to 1953, DMV Mitteilungen, Band 6, 1998, Heft 2, 5–11, doi:10.1515/dmvm-1998-0203

Auf Vorlesungen von Hirzebruch basiert:
- Wolfgang Ebeling: Lattices and Codes. A Course Partially Based on Lectures by F. Hirzebruch. Vieweg, Braunschweig u. a. 2002, ISBN 3-528-16497-2.

Einige Online zugängliche Aufsätze:
- Hirzebruch, van de Ven „Hilbert modular surfaces and the classification of algebraic surfaces“, Inv.Math.23, 1974, 1-29
- Hirzebruch, Atiyah „Kohomologieoperationen und charakteristische Klassen“, Math.Zeitschrift, 77, 1961, 149-187
- mit Matthias Kreck On the concept of genus in topology and complex analysis, Notices AMS, 2009, Nr. 6, pdf